# Genetic Resources and Crop Evolution
Genetic Resources and Crop Evolution ist eine wissenschaftliche Fachzeitschrift. Sie wurde 1953 als „Die Kulturpflanze: Mitteilungen aus dem Zentralinstitut für Genetik und Kulturpflanzenforschung Gatersleben der Akademie der Wissenschaften der DDR“ gegründet.